# Erioptera (Alcheringa) amabilis
Erioptera (Alcheringa) amabilis is een tweevleugelige uit de familie steltmuggen (Limoniidae). De soort komt voor in het Australaziatisch gebied.